# Luchthaven Bouaké
Luchthaven Bouaké (IATA: BYK, ICAO: DIBK) is een luchthaven gelegen in Bouaké, de tweede stad van Ivoorkust in West-Afrika.

## Aanslag op Guillaume Soro
Op 29 juni 2007 vond er een aanslag plaats op de minister-president van Ivoorkust, Guillaume Soro. Tijdens het taxiën na de landing met zijn Fokker 100 werd het vliegtuig beschoten met raketten en kalasjnikovs. Vier personen kwamen om, tien raakten er gewond. De minister-president zelf bleef ongedeerd.